# 金炳勲
金 炳勲（キム・ビョンフン、朝鮮語: 김병훈/金炳勳、1929年11月14日 - 2013年8月28日以前）は、朝鮮民主主義人民共和国の作家、政治家。
朝鮮文学芸術総同盟委員長、朝鮮労働党中央委員会政治局候補委員。第12期代議員。

## 経歴
日本統治時代の平壌に生まれた。平壌師範大学（現・金亨稷師範大学）を卒業後、朝鮮文学創作社社長などを務め、1986年9月より1986年9月朝鮮作家同盟中央委員会第1副委員長に任命された。1990年1月、朝鮮作家同盟中央委員会委員長を務め、同年4月より最高人民会議第9期代議員に選出された。1994年には金日成の死去に際し、国家葬儀委員会委員を務めた。1998年に第10期代議員を務め、8月にふたたび朝鮮作家同盟中央委員会第1副委員長を務めた。 1999年6月、朝鮮作家同盟中央委員会委員長を務めた後、2003年に第11期代議員を務め、2006年6月より朝鮮文学芸術総同盟中央委委員長を務めた。2009年4月以降より第12期代議員を務めたほか、2010年9月、朝鮮労働党中央委員会候補委員に選任された。2011年には金正日の死去に際し、国家葬儀委員会委員を務めた。
正確な日時は不明だが2013年8月28日以前に死去したとされる。